# Viet Thanh Nguyen
Pour les articles homonymes, voir Nguyen.
Œuvres principales
Le Sympathisant
Viet Thanh Nguyen, né le 13 mars 1971 à Buôn Ma Thuột au Sud Viêt Nam, est un écrivain vietnamo-américain, auteur de romans et d'essais portant sur la mémoire et l'oubli de la guerre, la construction des identités et l'hybridation des cultures.

## Biographie
Viet Thanh Nguyen est professeur de littérature comparée à l'université du Sud de la Californie.
En 2016, avec son premier roman, Le Sympathisant (The Sympathizer), il est lauréat du prix Edgar-Allan-Poe du meilleur premier roman et du prix Pulitzer de la fiction. Le livre obtient en France le prix du Meilleur Livre étranger en 2017.

## Œuvre

### Romans
- Le Sympathisant, Belfond, 2017 ((en) The Sympathizer, Grove Press, 2015), trad. Clément Baude  (ISBN 978-2-2640-7294-8)
- Le Dévoué, Belfond, 2021 ((en) The Commited, Grove Press, 2021), trad. Clément Baude  (ISBN 978-2-7144-7566-4), suite du Sympathisant

### Recueil de nouvelles
- Les Réfugiés, Belfond, 2019 ((en) The Refugees, Grove Press, 2017  (ISBN 978-0-8021-2639-9)), trad. Clément Baude  (ISBN 978-2-7144-7805-4)

### Nouvelles
- Better Homes and Gardens (2002)
- A Correct Life: Một Cuộc Sống Đứng Đắn (2006)
- Someone Else Besides You (2008)
- Arthur Arellano (2010)
- The Americans (2010)
- Fatherland (2011)
- The War Years (2011)
- Look At Me (2011)

### Autres publications
- Race and Resistance: Literature and Politics in Asian America (2002)
- Jamais rien ne meurt : Vietnam, mémoire de la guerre, Belfond, 2019 ((en) Nothing Ever Dies: Vietnam and The Memory of War, Harvard University Press, 2016  (ISBN 067466034X)), trad. Valérie Bourgeois  (ISBN 978-2-7144-7825-2)

## Prix et récompenses

### Prix
- Prix Edgar-Allan-Poe 2016 du meilleur premier roman pour Le Sympathisant[1]
- Prix Pulitzer de la fiction 2016 pour Le Sympathisant[2]
- Dayton Literary Peace Prize (en) 2016 pour Le Sympathisant[3]
- Center for Fiction First Novel Prize (en) 2015 pour Le Sympathisant[4]
- Asian/Pacific American Awards for Literature (en) 2015-2016 pour Le Sympathisant[5]
- Prix du Meilleur Livre étranger 2017 pour Le Sympathisant

### Nominations
- PEN/Faulkner Award 2016 Le Sympathisant[6]